# Occupation du marché de Datu Paglas
 (signalé en mai 2025).
Si vous disposez d'ouvrages ou d'articles de référence ou si vous connaissez des sites web de qualité traitant du thème abordé ici, merci de compléter l'article en donnant les références utiles à sa vérifiabilité et en les liant à la section « Notes et références ».
- Archive Wikiwix
- Bing
- Cairn
- DuckDuckGo
- E. Universalis
- Gallica
- Google
- G. Books
- G. News
- G. Scholar
- Persée
- Qwant
- (zh) Baidu
- (ru) Yandex
- (wd) trouver des œuvres sur Wikidata

L'occupation du marché de Datu Paglas est survenu le 8 mai 2021 lorsque des insurgés des combattants de la liberté islamique de Bangsamoro (en) ont occupé le marché public de la municipalité de Datu Paglas à Maguindanao, aux Philippines, forçant de nombreux résidents à évacuer la zone.

## Contexte
Le marché public de Datu Paglas était occupé par des membres des combattants de la liberté islamique de Bangsamoro, en particulier par une faction dirigée par Kagi Karialan qui est en grande partie basée dans le marais de Ligawasan (en). Les militants des combattants de la liberté islamique de Bangsamoro seraient arrivés tôt le matin le 7 mai, à bord de cinq camions de fret. Les insurgés ont été autorisés à rester en ville par le gouvernement local par bonne volonté car le Ramadan été observé à condition qu'ils ne nuisent à aucun civil. On pensait à l'origine qu'environ 100 membres des combattants de la liberté islamique de Bangsamoro étaient impliqués, une estimation fournie aux militaires par le Front de libération islamique Moro, un ancien groupe rebelle qui dirige le gouvernement régional autonome du Bangsamoro. Bien que les militaires concluent des informations qui leur ont été transmises par le gouvernement local de Datu Paglas qu'il n'y avait que 20 membres des combattants de la liberté islamique de Bangsamoro impliqués. On estime que les combattants de la liberté islamique de Bangsamoro comptait 200 membres actifs opérant dans le centre de Mindanao au moment de l'incident.
La faction Karialan a subi des pertes en 2021 seulement. Du 17 janvier au 28 avril, 17 membres du groupe ont été tués au cours de 13 rencontres séparées avec la 6e division d'infanterie de l'armée philippine. Trente-et-un membres des combattants de la liberté islamique de Bangsamoro se sont également rendus et ont quitté le groupe en raison de pourparlers en amont initiés par les dirigeants locaux et les commandants de la division militaire.
L'armée a déclaré que les combattants de la liberté islamique de Bangsamoro se retireraient après avoir lancé des opérations contre le groupe dans le SPMS Box, une zone dans le Maguindanao, au cours des deux dernières semaines avant l'occupation. L'armée affirme que l'occupation du marché par les combattants de la liberté islamique de Bangsamoro était une initiative visant à rassembler des vivres pour le groupe. Le porte-parole des combattants de la liberté islamique de Bangsamoro Abu Jehad, dans une interview après l'occupation, a déclaré que son groupe n'avait aucune intention de s'emparer de la ville et se reposait simplement car ils jeûnaient pour le Ramadan.
Le groupe des combattants de la liberté islamique de Bangsamoro qui occupait le marché est dirigé par Undo Sulayman, un ancien membre du Sangguniang Kabataan (conseil des jeunes) de Datu Paglas qui a épousé un proche parent du chef de faction des combattants de la liberté islamique de Bangsamoro de Karialan.

## Déroulement
L'armée philippine a envoyé des troupes de la 601e brigade d'infanterie de la 6e division d'infanterie (en) à Datu Paglas pour vérifier la présence des combattants de la liberté islamique de Bangsamoro dans la municipalité. La 601e brigade d'infanterie est dirigée par le général Roy Galido. Ils ont lancé une opération contre les combattants de la liberté islamique de Bangsamoro dans la soirée du 7 mai 2021. Les combattants de la liberté islamique de Bangsamoro en réponse est allé occuper le marché public de Datu Paglas vers 4 h 0 du matin le lendemain où il a adopté des positions défensives. Les militaires et la police ont encerclé la zone occupée par les combattants de la liberté islamique de Bangsamoro. L'armée a permis aux dirigeants locaux de négocier avec les insurgés pour minimiser les pertes tout en se préparant à l'attaque. Le maire de Datu Paglas, Abubakar Paglas, qui est également un datua été impliqué dans les pourparlers.
A 4 h 30 du matin, les combattants de la liberté islamique de Bangsamoro ont bloqué la route Datu Paglas–Tulunan qui relie la ville à Tulunan, à Maguindanao à l'aide d'un camion cargo. Certains membres ont également occupé des unités de logement de Gawad Kalinga destinées aux civils, bien que les combattants de la liberté islamique de Bangsamoro n'ait pris personne en otage.
Les combattants de la liberté islamique de Bangsamoro auraient quitté le marché public après des discussions du groupe avec le maire de Datu Paglas. Il y avait des rapports contradictoires si les négociations aboutissaient. Les pourparlers ont été reconnus pour avoir empêché complètement un affrontement armé. Un autre rapport a affirmé que les pourparlers se sont effondrés après qu'un membre des combattants de la liberté islamique de Bangsamoro a ouvert le feu sur un personnel de police qui a été envoyé pour assurer la sécurité des résidents à proximité et que vers 9 h 0 du matin, l'armée philippine a lancé des assauts terrestres et aériens sur la position des combattants de la liberté islamique de Bangsamoro. Après une heure, les militaires ont pu reprendre le contrôle du marché public.

## Conséquences
Environ 5 000 personnes ont été déplacées à Datu Paglas pendant l'incident. Dans le cadre des opérations de déminage, l'armée a pu désarmer et éliminer en toute sécurité quatre bombes improvisées sur le marché public et sur les routes nationales. La route nationale reliant Maguindanao et Cotabato, qui avait été barrée pendant l'occupation, a été rouverte au public à midi le même jour. Aucune victime civile ou militaire n'a été signalée bien que les récits d'habitants de Datu Paglas aient indiqué qu'au moins cinq membres des combattants de la liberté islamique de Bangsamoro ont subi des blessures suffisamment graves pour qu'ils aient dû être emportés par leurs compatriotes lorsque le groupe a abandonné le marché.
L'armée a déclaré que la situation à Datu Paglas était revenue à la normale à 14 h 0 de l'après-midi.
Le 11 mai, le président Rodrigo Duterte a fait appel au gouvernement autonome local de Bangsamoro pour qu'il aide le gouvernement national à traiter avec les combattants de la liberté islamique de Bangsamoro, sinon il pourrait être contraint de déclarer une «offensive totale» contre le groupe si les responsables locaux sont incapables de contrôler la situation.